# Prowincja Oubritenga
Prowincja Oubritenga – jedna z 45 prowincji w Burkina Faso.
Ma powierzchnię prawie 2,8 tys. km². W 2006 roku mieszkało w niej ponad 237 tysięcy ludzi. W 1996 roku na jej terenach zamieszkiwało ponad 197 tysięcy mieszkańców.